# Піриметамін/сульфадоксин

Сульфадоксин

Піриметамін

Піриметамін/Сульфадоксин (Fansidar) — комбінований антипротозойний препарат, до складу якого входить антипротозойний препарат піриметамін та сульфаніламідний препарат сульфадоксин тривалої дії, що застосовується перорально та парентерально.

## Фармакологічні властивості
Піриметамін/сульфадоксин — комбінований антипротозойний препарат, до складу якого входять антипротозойний препарат піриметамін та сульфаніламідний препарат сульфадоксин. Механізм дії обумовлений подвійним блокуючим впливом на метаболізм бактерій та найпростіших. Сульфадоксин блокує включення в метаболізм бактерій параамінобензойної кислоти і порушує синтез фолієвої кислоти, піриметамін порушує синтез фолієвої кислоти шляхом блокування ферменту дифолатредуктази. Поєднання двох антибактеріальних компонентів створює бактерицидну дію на мікроорганізми. До препарату чутливими є токсоплазми, малярійний плазмодій та пневмоцисти. Клінічне значення активності препарату до інших збудників незначне.

### Фармакодинаміка
Обидві складові препарату повільно всмоктуються в шлунково-кишковому тракті, максимальна концентрація в крові досягається протягом близько 4 годин (2—8 год.). Біодоступність піриметаміну/сульфадоксину становить 95—100%. Препарат створює високі концентрації в більшості тканин і рідин організму. Препарат добре проходить через гематоенцефалічний бар'єр, проходить через плацентарний бар'єр та виділяється в грудне молоко. Обидві складові препарату метаболізуються в печінці з утворенням неактивних метаболітів. Виводяться обидві складові препарату нирками. Період напіввиведення піриметаміну становить 96 годин, а сульфадоксину — 184 години, при нирковій недостатності відбувається кумуляція обох складових препарату в організмі.

## Показання до застосування
Піриметамін/сульфадоксин застосовують для лікування токсоплазмозу, хлорохінорезистентної малярії, лікування і профілактики пневмоцистної пневмонії.

## Побічна дія
При застосуванні піриметаміну/сульфадоксину можливі наступні побічні ефекти:
- Алергічні реакції та реакції з боку шкірних покривів — нечасто висипання на шкірі, свербіж шкіри, випадіння волосся, гарячка, кропив'янка, фотодерматоз; рідко синдром Стівенса-Джонсона, синдром Лаєлла, мультиформна еритема.
- З боку травної системи — часто нудота, відчуття переповнення шлунку; рідко блювання, стоматит, біль у животі, атрофічний глосит, холестатичний гепатит.
- З боку нервової системи — нечасто головний біль, поліневрити, загальна слабість, депресія, судоми, атаксія, галюцинації, дзвін у вухах, безсоння, нервозність.
- З боку сечовидільної системи — нечасто кристалурія, гематурія, інтерстиціальний нефрит, некроз канальців нирок, токсичний нефроз.
- Інші побічні ефекти — нечасто вузликовий периартеріїт, артралгії, вовчакоподібний синдром, кашель, задишка; рідко інфільтрати в легенях, алергічний перикардит або міокардит.
- Зміни в лабораторних аналізах — рідко тромбоцитопенія, лейкопенія, мегалобластна анемія, гемолітична анемія, еозинофілія, гіпоглікемія; дуже рідко агранулоцитоз, підвищення активності амінотрансфераз в крові.

## Протипокази
Піриметамін/сульфадоксин протипоказаний при підвищеній чутливості до піриметаміну, сульфаніламідних препаратів та інших похідних сульфонів, важкій печінковій та нирковій недостатності, захворюваннях крові, дітям віком до 2-х місяців. З обережністю препарат застосовується при вагітності та годуванні грудьми.

## Форми випуску
Піриметамін/сульфадоксин випускаються у вигляді таблеток по 0,5 г сульфадоксину та 0,025 г піриметаміну та в ампулах по 2,5 мл, що містить 0,5 г сульфадоксину та 0,025 г піриметаміну.